# Карл Вольфф
Карл Фрідріх Отто Вольфф (нім. Karl Friedrich Otto Wolff; 13 травня 1900, Дармштадт — 15 липня 1984, Розенгайм) — один з вищих офіцерів СС, обергруппенфюрер СС і генерал військ СС. Кавалер Німецького хреста в золоті.

## Життєпис
Син судового радника. Після закінчення католицької школи в Дармштадті в квітні 1917 року добровольцем пішов служити в армію. Учасник Першої світової війни на Західному фронті, лейтенант (1918). У 1920 році демобілізований, працював в банках і торгових фірмах у Франкфурті-на-Майні. У 1923 році одружився з Фрідою фон Рьомгельд, дочки великого промисловця фон Рьомгельда, і заснував власну торгово-адвокатську контору нім. Annoncen-Expedition Karl Wolff – von Römheld («Рекламна експедиція Карла Вольффа – фон Ремхельда»).
7 жовтня 1931 року вступив у НСДАП (партквиток № 695 131) та СС (квиток № 14 235). 18 лютого 1932 року одержав звання штурмфюрер СС. У березні 1933 року Карл Вольфф став ад'ютантом прем'єр-міністра Баварії генерала Франца фон Еппа. З червня 1933 року — ад'ютант, а з 1935 року шеф-ад'ютант рейхсфюрера СС Генріха Гіммлера. Відігравав важливу роль в арешті багатьох керівників СА під час «Ночі довгих ножів» 30 червня 1934 року. У квітні 1936 року обраний депутатом рейхстагу від Гессена. 9 листопада 1936 роки після створення Особистого штабу рейхсфюрера СС став його начальником. Брав участь у створенні СС, найближчий соратник і найбільш довірена особа Гіммлера. Один з авторів символіки та ідеології СС. З 1939 року одночасно був особистим представником Гіммлера в ставці Адольфа Гітлера. Супроводжував Гіммлера в усіх його поїздках, в тому числі і в концентраційні табори. У 1942 році за особистим дорученням рейхсфюрера СС здійснював керівництво перевезенням неблагонадійного населення і євреїв з Варшави до табору знищення Треблінка (всього за його наказом було знищено близько 300 000 чоловік).
З 18 лютого 1943 року — верховний керівник СС і поліції в Вероні (Північна Італія). З 23 вересня 1943 року — верховний керівник СС і поліції Італії, з 26 липня 1944 року одночасно був уповноваженим Вермахту при уряді Італійської соціальної республіки.
За дорученням Генріха Гіммлера і Вальтера Шелленберга встановив контакт з американцями за посередництвом Папи Римського Пія XII. 8 березня 1945 року зустрівся в Цюриху (Швейцарія) з групою американських представників на чолі з Алленом Даллесом, з яким обговорив питання про капітуляцію італійських і німецьких військ в Італії; після цієї зустрічі мали місце ще кілька зустрічей в Цюриху. 12 березня Вашингтон офіційно повідомив Москву про переговори, що ведуться; Сталін зажадав допуску до переговорів радянських представників, але отримав відмову (як пояснював згодом посол США в СРСР Вільям Гарріман, американці побоювалися, що радянські представники зірвуть переговори, ставлячи нездійсненні умови).
Під час переговорів постійно перебував під тиском Генріха Гіммлера і Ернста Кальтенбруннера — з одного боку, і Аллена Даллеса — з іншого. Американці висловлювали сумнів у повноваженнях К. Вольффа і в здатності СС організувати капітуляцію німецьких військ в Італії, які перебувають в підпорядкуванні армійського командування (генерал-фельдмаршал Альберт Кессельрінг). Вольффа неодноразово відкликали до Берліна, де від нього вимагали повної звітності про переговори. Однак відкрити всі деталі переговорів він відмовився, оскільки в разі невдачі потрапив би під звинувачення в державній зраді. Наприклад, для підтвердження своїх повноважень і намірів, він представив союзникам в Швейцарії карти дислокації німецьких військ в Італії, що значно полегшувало американцям плани подальшого наступу на Апеннінах.

### Після війни
Після капітуляції і окупації Німеччини союзниками Вольфф від окупаційної влади не ховався, оскільки розраховував на компенсацію з боку переможців. Ще на початку переговорів у Швейцарії він дав зрозуміти союзникам, що в майбутньому уряді Німеччини розраховує на пост міністра внутрішніх справ. Однак незабаром він був інтернований американськими військами і в 1946 році засуджений німецьким судом до 4 років трудових таборів. У 1949 році був звільнений. Незважаючи на сильні матеріальні втрати, Вольфф до 50-х років XX ст. досяг того ж рівня особистого добробуту, який був у нього в кращі роки його служби в СС.
Як вважає професор Гарвардського університету Річард Брайтман, нагородою Вольффу за участь в переговорах у Швейцарії з боку А. Даллеса було збереження Вольффу життя. Більш справедливим було б посадити Карла Вольффа як військового злочинця на лаву підсудних Нюрнберзького процесу поруч з Е. Кальтенбруннером. Для цього у американців були всі підстави. Однак в такому випадку Вольфф би заговорив і його версія історії переговорів і капітуляції в Італії суттєво б відрізнялася від версії Аллена Даллеса, яка тривалий час вважалася основною і авторитетною. Крім того, потенційні визнання Вольффа серйозно підірвали б авторитет Управління стратегічних служб і створюване на його базі ЦРУ, а також завдали б шкоди всьому комплексу союзницьких відносин.
Лише після відставки А. Даллеса з поста директора ЦРУ в 1961 році Карл Вольфф був знову заарештований тепер уже німецькою владою за звинуваченням у сприянні вбивству близько 300 000 євреїв (депортація їх в Треблінку). Карл Вольфф заперечував свою участь у Голокості і посилався на забудькуватість. Однак 30 вересня 1964 року був засуджений до 15 років тюремного ув'язнення. У 1971 році був звільнений за станом здоров'я.
Помер Карл Вольфф 15 липня 1984 року в Розенгаймі в Баварії, похований в Прін-ам-Кімзе.

## Звання
- Фанен-юнкер (1917)
- Лейтенант (14 вересня 1918)
- Анвертер СС (10 жовтня 1931)
- Манн СС (19 жовтня 1931)
- Шарфюрер СС (11 грудня 1931)
- Труппфюрер СС (19 січня 1932)
- Штурмфюрер СС (18 лютого 1932)
- Штурмгауптфюрер СС (30 січня 1933)
- Штурмбаннфюрер СС (9 листопада 1933)
- Оберштурмбаннфюрер СС (30 січня 1934)
- Штандартенфюрер СС (20 квітня 1934)
- Оберфюрер СС (4 липня 1934)
- Бригадефюрер СС (9 листопада 1935)
- Группенфюрер СС (30 січня 1937)
- Обергруппенфюрер СС і генерал військ СС (30 січня 1942)

За словами самого Вольфа, 20 квітня 1945 року Гітлер присвоїв йому звання оберстгруппенфюрера СС і генерал-полковника військ СС, однак документального підтвердження цьому немає.

## Нагороди

### Перша світова війна
- Залізний хрест 2-го і 1-го класу

### Міжвоєнний період
- Почесний хрест ветерана війни з мечами
- Почесний кут старих бійців
- Кільце «Мертва голова»
- Почесна шпага рейхсфюрера СС
- Спортивний знак СА в бронзі
- Німецька імперська відзнака за фізичну підготовку в сріблі
- Німецький Олімпійський знак 1-го класу (29 жовтня 1936)
- Орден Святих Маврикія та Лазаря (Італія)
  - Командор (29 серпня 1937)
  - Великий офіцер
- Орден Корони Італії
  - Великий офіцер (29 серпня 1937)
  - Кавалер Великого хреста (21 грудня 1938)
- Кавалер Великого хреста ордена Святого Савви (Югославія)
- Медаль «У пам'ять 13 березня 1938 року»
- Золотий партійний знак НСДАП (30 січня 1939)
- Медаль «У пам'ять 1 жовтня 1938» (4 травня 1939)
- Медаль «У пам'ять 22 березня 1939 року»

### Друга світова війна
- Застібка «Празький град» до медалі «У пам'ять 1 жовтня 1938» (18 вересня 1939)
- Застібка до Залізного хреста 2-го і 1-го класу
- Хрест Воєнних заслуг 2-го і 1-го класу з мечами
- Почесний знак «За турботу про німецький народ» 1-го класу (28 травня 1940)
- Медаль «За вислугу років в НСДАП» в бронзі (10 років; 30 січня 1941)
- Медаль «За вислугу років у СС» 2-го ступеня (12 років)
- Орден Римського орла, великий офіцерський хрест (Королівство Італія)
- Німецький хрест в золоті (9 грудня 1944)